# Johannes Andries de Zwaan
Johannes Andries de Zwaan (Den Haag, 16 april 1861 – Delft, 10 maart 1932) was een Nederlands organist en beiaardier. Om verwarring met zijn zoon (ook organist) te voorkomen werd hij vaak aangeduid met J.A. de Zwaan of Joh. A. de Zwaan.
Hij werd geboren binnen het gezin van koopman Johannes de Zwaan en Geertruida Sara Theresia Buningh. Hijzelf is in 1883 getrouwd met Dirkje de Zwaan. Georg Friedrich Wagener, die ook getrouwd was met een Dirkje de Zwaan, was getuige bij hun huwelijk. Zoon Johannes de Zwaan werd ook organist, dochter Aaltje Anna de Zwaan huwde organist Leo Mens, leerling van haar vader en organist te Leiden. J.A. de Zwaan werd onder belangstelling van allerlei notabelen begraven op Algemene Begraafplaats Kerkhoflaan de Den Haag. Hij was ridder in de Orde van Oranje Nassau.
Hij kreeg zijn muzikale opleiding aan de Muziekschool in Den Haag. Hij studeerde muziektheorie, piano en orgel bij Willem Nicolai. Tevens studeerde hij piano bij Wagener. Voor klokkenspel week de Zwaan uit naar Pieter Kersbergen, beiaardier te Delft. Naast orgel bekwaamde hij zich tevens in het bespelen van de fagot. Zijn talent zorgde ervoor dat hij op zeventienjarige leeftijd de organist werd van de Kloosterkerk. In 1885 werd hij benoemd tot klokkenist en bespeelde twee keer per week het carillon van de Sint-Jacobstoren in Den Haag. In 1888 werd hij benoemd tot organist van het Gebouw voor kunsten en wetenschappen in Den Haag. Op 2 januari 1889 speelde hij onder leiding van Richard Hol de orgelpartij in de derde symfonie van Camille Saint-Saëns in zaal Diligentia. Vanaf 1896 tot aan zijn dood was hij als hoofdleraar orgel verbonden aan de genoemde muziekschool, als opvolger van zijn leraar. In 1908 werd hij tevens klokkenist te Delft als opvolger van zijn studiegenoot en vriend Johan Kethel. De inkomsten uit die laatste functie gingen naar Kethels vrouw Ali, de zus van Johannes Andries. In 1912 werd hij organist van de Grote Kerk. Hij was betrokken bij de Bond van Christelijke Zangverenigingen. De zondag voor zijn overlijden gaf hij nog een orgelconcert in de Sint-Jacobskerk.
Ter gedachtenis van zijn 40-jarig jubileum als klokkenist werd in 1925 een medaille uitgegeven; in 1928 gebeurde hetzelfde voor zijn 50-jarig jubileum als organist. Als bespeler van kerkorgels werd soms zijn mening gevraagd bij renovaties van kerkorgels, zoals het Knipscheerorgel in de Oude Jeroenskerk te Noordwijk.
Gedurende zijn leven verscheen een aantal composities van zijn hand, waarvan De wijnstok en de ranken enige bekendheid kreeg.
- Nederlandse Thesaurus van Auteursnamen: 318826313
- Virtual International Authority File: 291114614
- WorldCat: E39PBJpv3MJMYxTyVwGrhm3mh3